# 田の神さぁ

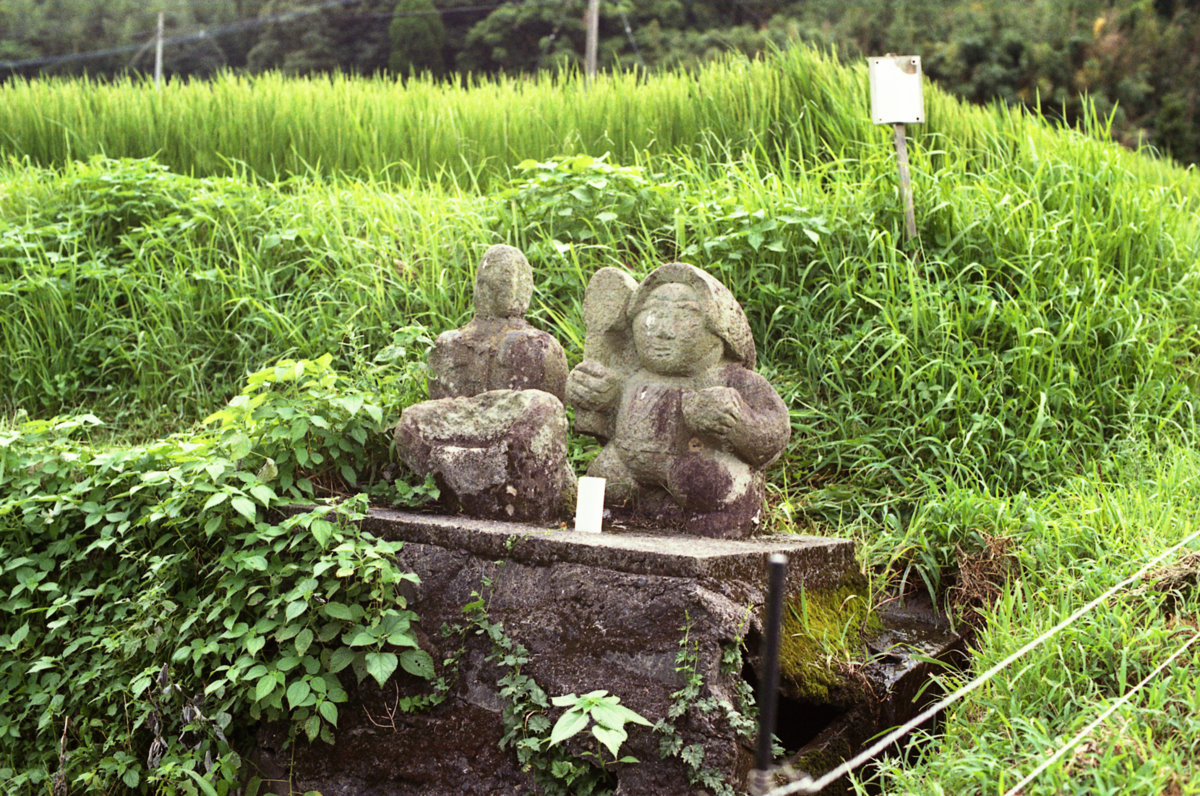
田の神さぁ

田の神さぁ（たのかんさぁ）とは、主に鹿児島県、宮崎県、熊本県などの九州地方で見られる、田園の守り神として信仰されている石像で、田の神の一種である。

## 概要
田の神さぁは、南九州のを中心とした九州地方で多く見られる、稲作信仰に関連する農神である。南九州では農村や田園を歩いていれば至るところで見つけられる。
大きな特徴として、田の神さぁは石像であることが挙げられる。「田の神」への信仰というのは、全国的な土着信仰として古来から様々な農村に浸透しているが、石に彫って像にして信仰するのは全国でも九州だけである。
石像の姿形は神官型、地蔵型、女官型、女神型、色付けがされたものなど多種多様であり、中でももっとも多く一般的に見られるのが農民型といわれる像で、頭には餅米などを蒸すときに使うシキ（藁製の編み物）を被り、手にはメシゲ（しゃもじ）や茶碗などを持っている。中には自然石を彫ることもなくそのままの形で置いている物もあったりする。

## 信仰
田の神さぁは、季節ごとに異なる神格を持つとされており、古来より自然と共生する農耕文化の中で信仰されてきた。秋から冬にかけては、木の実や山芋、猪や鹿などの山の幸をもたらす「山の神」として山中に宿るとされ、春になると里に降りて「田の神」となり、稲作を司り田の安全と豊穣をもたらすと信じられている。

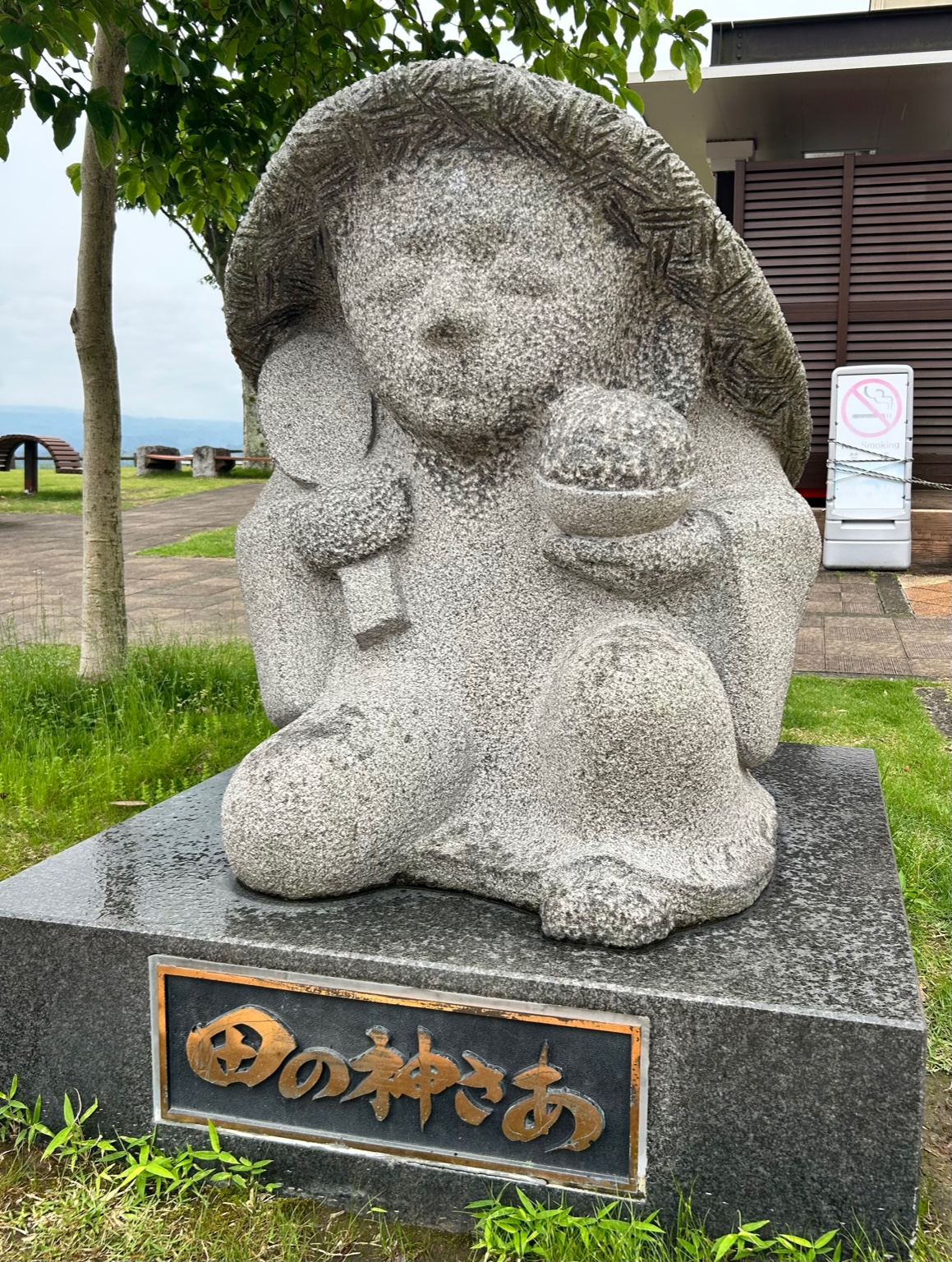
田の神さぁ(えびのPA)

このような田の神への信仰は、日本全国の水田地帯に見られる一般的な民間信仰であるが、その神を石像として具現化し、田の畦や村の一角に祀るという形態は、南九州（特に鹿児島県・宮崎県）に特有の文化とされる。
地元ではこの神を親しみを込めて「田（た）の神（かん）さぁ」と呼び、新たに田を開墾する際には、その守護神として必ず祭祀の対象とされてきた。このため、田の神の信仰は単なる神格への崇拝にとどまらず、各地の農地開発の歴史と密接に結びついており、「田の神の歴史は、そのまま田の歴史」とも言われる。
また、田の神さぁは農耕守護の神であると同時に、豊作祈願や健康祈願、地域の安寧など、生活全般を見守る存在として信仰されている。多くの場合、地蔵信仰と同様に、石像の側に酒や団子、果物などの供物を捧げる風習が現在も続いている。